# The Radiators from Space

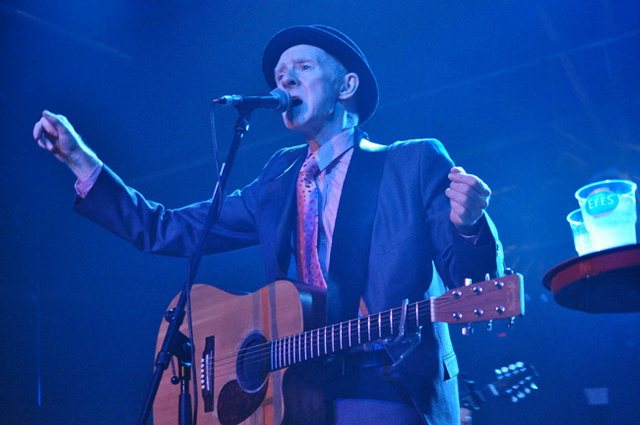
Sänger und Gitarrist Philip Chevron

The Radiators from Space ist eine irische Punkband, die 1975 gegründet wurde. Sie waren eine der ersten Bands dieser Stilrichtung. Die Gruppe ist auch unter den Namen The Radiators und The Rads bekannt.

## Geschichte
The Radiators from Space wurden ursprünglich von Pete Holidai als Greta Garbage and the Trashcans gegründet und nannten sich, bevor sie ihren endgültigen Namen fanden, zeitweise auch Rockette, Hell Razors und Rough Trade. Sänger und Gitarrist Philip Chevron bewarb sich um eine Mitgliedschaft in der Gruppe, nachdem er eine Zeitungsannonce Holidais gelesen hatte, in der nach gleichgesinnten Musikern gesucht wurde.
Im Jahr darauf traf Chevron den Schlagzeuger Jimmy Crashe und den Bassisten Mark Megaray, Steve Rapid übernahm die Rolle des Leadsängers. Kurzfristig spielten auch Bill Morley (Gitarre), Joey Clarke (Schlagzeug) und Dave McAdam (Bass) in der Band.
Im September 1976 benannte sich die Gruppe in The Radiators from Space (Die Heizkörper aus dem Weltraum) um, der erste Auftritt fand als Vorband für Eddie & the Hot Rods am 13. September 1976 statt. Fünf Tage darauf unterschrieben sie einen Plattenvertrag mit dem Label Chiswick Records. Im Februar 1977 nahm die Band ihre erste Single, Television Screen (mit der Rückseite Love Detective) auf, die am 22. April 1977 erschien. Sie erreichte in den britischen Alternative-Charts den ersten und in den irischen Charts den siebzehnten Platz. Damit war Television Screen die erste Punk-Single, die sich in den Top 20 platzieren konnte. In dieser Zeit trat die nordirische Punkband The Undertones als Vorband für die Radiators from Space auf.
Am 25. Juni 1977 trat die Band zusammen mit The Undertones, Revolver, The Gamblers und The Vipers auf einem Punk-Festival in Dublin auf, bei dem ein Zuschauer getötet wurde. Die Radiators wurden durch den Vorfall nur noch von wenigen Festivalbetreibern für ein Konzert engagiert, jedoch traten sie im August 1977 unter anderen zusammen mit Thin Lizzy, The Boomtown Rats, Fairport Convention und Graham Parker and the Rumour auf.
Nach diesem Konzert plante die Band, ihre musikalischen Aktivitäten nach London zu verlagern, was dazu führte, dass Sänger Steve Rapid sich von der Band trennte, da er es vorzog, in Dublin bei seiner Familie zu bleiben. Die zweite Single der Gruppe, Enemies (mit der Rückseite Psychotic Reaction), wurde am 9. September 1977 von Chiswick Records veröffentlicht. Die dritte, Sunday World (mit der Rückseite Teenager In Love), erschien am 25. September desselben Jahres. Noch im gleichen Monat startete die Band ihre erste Tournee durch Großbritannien.
Am 7. Oktober 1977 erschien das erste Album der Radiators from Space, TV Tube Heart, für das teilweise von Chevron und teilweise ältere, von Rapid gesungene Songs verwendet wurden. Auf der folgenden Tournee spielte die Gruppe als Vorband für Thin Lizzy. Kurz darauf änderten sie ihren Bandnamen in The Radiators.
Für das nächste Album, Ghosttown, konnte Tony Visconti als Produzent verpflichtet werden. Aus dem Album wurden zwei Singles ausgekoppelt: Million Dollar Hero (In A Five And Ten Cents Store) und Let's Talk About the Weather (mit den Rückseiten Blitzin’ At The Ritz (Live), The Hucklebuck und Try And Stop Me). Ghosttown wurde am 10. August 1979 veröffentlicht. Ein darauf folgender Auftritt im Londoner Roundhouse wurde für die 1996 erschienene Live-CD Alive-Alive-O! aufgenommen. Musikalisch bewegte sich die Band mit Ghosttown stärker in Richtung New Wave und Mainstream. Für Bono ist Ghosttown „eines der besten irischen Alben aller Zeiten.“
Im Januar 1979 verließ Bassist Mark Megaray die Band, er wurde 1980 durch Neil Whiffen ersetzt, der jedoch kein festes Bandmitglied wurde. Am 31. August 1979 erschien die Single Kitty Ricketts, die auch den Song Ballad of the Faithful Departed enthielt. Im Januar 1980 willigte Hans Zimmer ein, die nächsten beiden Singles der Radiators zu produzieren. Die erste dieser Singles, Stranger Than Fiction (mit den B-Seiten Prison Bars und Who Are the Strangers?), wurde am 24. Juli 1980 veröffentlicht. Die zweite, The Dancing Years, die als zusätzlichen Song eine Instrumentalversion des ersten Liedes enthielt, erschien am 2. September 1980. In dieser Zeit tourte die Gruppe nach über zwei Jahren wieder durch Irland. Im Januar 1981 verließ Whiffen die Radiators, er wurde für die nächsten Aufnahmen durch den Toningenieur Johnny Byrne ersetzt.
Im März 1981 sagte die Band die geplante Irland-Tour ab und verkündete die Auflösung der Radiators. Am 13. März desselben Jahres wurde die Abschieds-Single Song Of The Faithful Departed (mit der Rückseite They're Looting In The Town) veröffentlicht.
Im November 1985 erschien die Best-Of-Zusammenstellung Buying Gold In Heaven. Im Februar 1989 wurde Ghosttown mit zwei Bonustracks wiederveröffentlicht. Im November 1995 erschien die zweite Best-Of-Zusammenstellung Cockles And Mussels.
Die Radiators fanden noch einige Male, z. B. zu Benefizkonzerten zusammen, unter anderem für Aid To Fight Aids. Außerdem nahmen sie 1989 die Single Under Cheryl’s Clock auf, die am 30. Januar 1989 veröffentlicht wurde. Als zusätzliche Songs waren Strangers In Fiction und Take My Heart And Run enthalten. Philip Chevron wurde als Gitarrist der Folk-Punk-Band The Pogues bekannt. Im Jahr 1994 verließ er die Gruppe, ab ihrer Wiedervereinigung im Jahr 2001 begleitete er sie wieder auf Tourneen. Steve Rapid entwickelt unter dem Namen Steve Averill bis heute mit seiner Firma four5one Artwork für die Band U2.
Die Band feierte im Jahr 2004 ihr Comeback; sie bestand zu dieser Zeit aus Philip Chevron, Steve Rapid, Pete Holidai, Cait O’Riordan und Johnny Bonnie. Dieses Line-up veröffentlichte zwei EPs: Television Screen (2004) und Summer Season (2005). Im März 2005 wurden TV Tube Heart und Ghosttown zum 30. Geburtstag der Band wiederveröffentlicht.
Im Oktober 2005 verließ Cait O’Riordan die Radiators, sie wurde durch Jesse Booth ersetzt. Am 20. Oktober 2006 erschien das dritte Studioalbum der nun wieder in The Radiators from Space umbenannten Gruppe, Trouble Pilgrim.
Das vierte Album, Sound City Beat – ein Coveralbum – wurde am 30. April 2012 veröffentlicht. Philip Chevron starb am 8. Oktober 2013 an Krebs, woraufhin Die Radiators from Space sämtliche Tätigkeit stoppten. Die verbliebenen Mitglieder der Band gründeten zusammen mit Paddy Goodwin (Bass und Gesang) und Tony St. Ledger (Gitarre und Gesang) die Band The Trouble Pilgrims.

## Diskografie

### Alben
- 1977: TV Tube Heart
- 1979: Ghosttown
- 1987: Dollar for Your Dreams: The Radiators Live!
- 1996: Alive-Alive-O! Live in London
- 2006: Trouble Pilgrim
- 2012: Sound City Beat

### Singles
- 1977: Television Screen/Love Detective
- 1977: Enemies/Psychotic Reaction
- 1977: Sunday World/Teenager in Love
- 1978: Million Dollar Hero (in a Five and Ten Cents Store)/Bltzin' at the Ritz (Live)
- 1979: Let's Talk About the Weather/The Hucklebuck/Try and Stop Me
- 1979: Kitty Ricketts/Ballad of the Faithful Departed
- 1980: Stranger Than Fiction/Prison Bars/Who Are the Strangers?
- 1980: The Dancing Years/The Dancing Years (Instrumental)
- 1981: Song of the Faithful Departed/They're Looting in the Town
- 1989: Under Clery's Clock/Strangers in Fiction/Take My Heart and Run
- 2005: Live at the Southend Kursaal 1977
- 2005: The Midnite Demos

### EPs
- 1980: Four on the Floor
- 1980: The Dancing Years EP
- 2004: The Television Screen
- 2005: Summer Season

### Kompilationen
- 1985: Buying Gold in Heaven: The Best of The Radiators (from Space) 1977-1980
- 1995: Cockles and Mussels: The Very Best of The Radiators